# Saint-Palais-de-Négrignac
Saint-Palais-de-Négrignac és un municipi francès situat al departament del Charente Marítim i a la regió de la Nova Aquitània. L'any 2007 tenia 370 habitants.

## Demografia

### Població
El 2007 la població de fet de Saint-Palais-de-Négrignac era de 370 persones. Hi havia 140 famílies de les quals 28 eren unipersonals (12 homes vivint sols i 16 dones vivint soles), 52 parelles sense fills, 56 parelles amb fills i 4 famílies monoparentals amb fills.
La població ha evolucionat segons el següent gràfic:
Habitants censats

### Habitatges
El 2007 hi havia 188 habitatges, 151 eren l'habitatge principal de la família, 12 eren segones residències i 25 estaven desocupats. 177 eren cases i 11 eren apartaments. Dels 151 habitatges principals, 132 estaven ocupats pels seus propietaris i 19 estaven llogats i ocupats pels llogaters; 1 tenia una cambra, 6 en tenien dues, 22 en tenien tres, 47 en tenien quatre i 75 en tenien cinc o més. 137 habitatges disposaven pel capbaix d'una plaça de pàrquing. A 57 habitatges hi havia un automòbil i a 74 n'hi havia dos o més.

### Piràmide de població
La piràmide de població per edats i sexe el 2009 era:
| Homes | Edats   | Dones |
| ----- | ------- | ----- |
| 0     | 95 o +  | 0     |
| 0     | 90 a 94 | 4     |
| 0     | 85 a 89 | 12    |
| 0     | 80 a 84 | 8     |
| 12    | 75 a 79 | 0     |
| 12    | 70 a 74 | 12    |
| 12    | 65 a 69 | 12    |
| 16    | 60 a 64 | 8     |
| 20    | 55 a 59 | 12    |
| 12    | 50 a 54 | 20    |
| 8     | 45 a 49 | 12    |
| 0     | 40 a 44 | 12    |
| 8     | 35 a 39 | 4     |
| 16    | 30 a 34 | 8     |
| 12    | 25 a 29 | 8     |
| 4     | 20 a 24 | 4     |
| 8     | 15 a 19 | 8     |
| 4     | 10 a 14 | 0     |
| 16    | 5 a 9   | 0     |
| 4     | 0 a 4   | 8     |

## Economia
El 2007 la població en edat de treballar era de 203 persones, 134 eren actives i 69 eren inactives. De les 134 persones actives 124 estaven ocupades (71 homes i 53 dones) i 10 estaven aturades (2 homes i 8 dones). De les 69 persones inactives 29 estaven jubilades, 16 estaven estudiant i 24 estaven classificades com a «altres inactius».

### Ingressos
El 2009 a Saint-Palais-de-Négrignac hi havia 160 unitats fiscals que integraven 372 persones, la mediana anual d'ingressos fiscals per persona era de 14.106 €.

### Activitats econòmiques
Dels 15 establiments que hi havia el 2007, 2 eren d'empreses alimentàries, 8 d'empreses de construcció, 2 d'empreses de comerç i reparació d'automòbils, 1 d'una empresa financera, 1 d'una empresa de serveis i 1 d'una entitat de l'administració pública.
Dels 7 establiments de servei als particulars que hi havia el 2009, 3 eren paletes, 2 fusteries i 2 electricistes.
L'any 2000 a Saint-Palais-de-Négrignac hi havia 31 explotacions agrícoles que ocupaven un total de 429 hectàrees.

## Equipaments sanitaris i escolars
El 2009 hi havia una escola elemental integrada dins d'un grup escolar amb les comunes properes formant una escola dispersa.

## Poblacions més properes
El següent diagrama mostra les poblacions més properes.